# Ixodina abyssinica
Ixodina abyssinica là một loài bọ cánh cứng trong họ Bọ hung (Scarabaeidae).